# 东丰县
东丰县位于中国吉林省南部、辉发河上游，是辽源市下辖的一个县，邻接辽宁省。

## 历史
清朝光绪二十八年（1902年）8月置东平县，属奉天省海龙府；1914年改为东丰县，属奉天省辽沈道；以在西丰县之东而得名；1954年与辽源市一起从辽东省划入吉林省。

## 人口
根據第七次人口普查數據，截至2020年11月1日零時，東豐縣常住人口為307302人。

## 行政区划
东丰县下辖3个街道办事处、12个镇、1个乡、1个民族乡：
吉鹿街道、祥鹿街道、福鹿街道、东丰镇、大阳镇、横道河镇、那丹伯镇、猴石镇、杨木林镇、小四平镇、黄河镇、拉拉河镇、沙河镇、南屯基镇、大兴镇、三合满族朝鲜族乡和二龙山乡。

## 交通
- 303国道过境。